# Benedetto Ghiglia

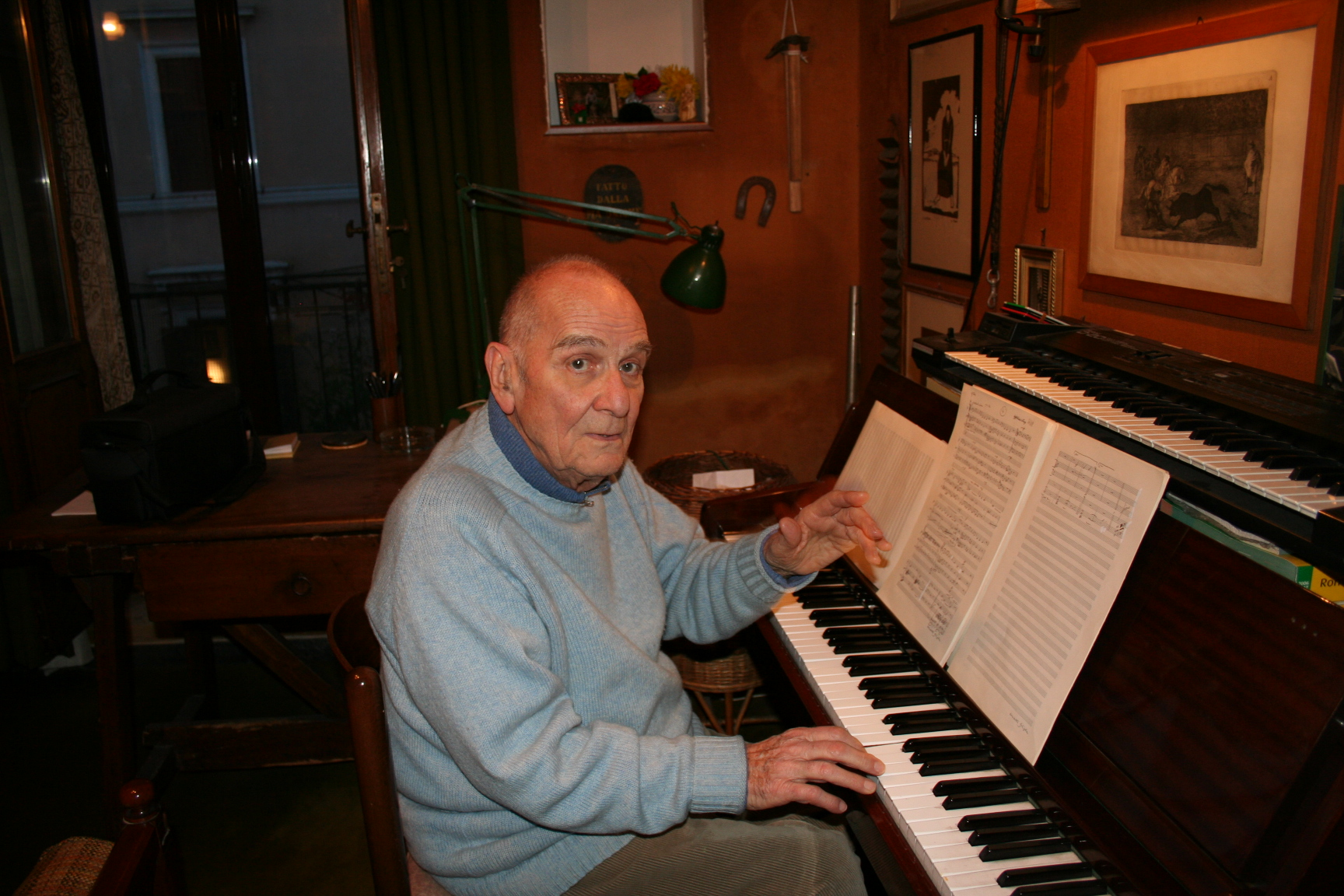
Benedetto Ghiglia

Benedetto Ghiglia (* 27. Dezember 1921 in Fiesole; † 4. Juli 2012 in Rom) war ein italienischer Filmkomponist.

## Leben
Ghiglia begann seine künstlerische Arbeit für das Teatro alla Scala in Mailand und schrieb Filmmusiken für über dreißig Filme zwischen 1965 (bereits 1951 hatte er für den Dokumentarstreifen Delta Padano gearbeitet) und 1997. Sein Wirken für Theaterproduktionen verfolgte er aber weiter, so 1976 für den musikalischen Kommentar zu Aristophanes’ Die Frösche, oder, in jüngerer Zeit für das Teatro Fraschini. Auch gelegentliche Arbeiten für das Fernsehen finden sich in Ghiglias Werkliste.

## Filmografie (Auswahl)
- 1965: Adios Gringo (Adiós gringo)
- 1965: Cuatro dólares de venganza
- 1966: Höllenjagd auf heiße Ware (New York chiama Superdrago)
- 1966: Django – schwarzer Gott des Todes (Starblack)
- 1966: El Rocho – der Töter (El Rojo)
- 1967: Ein Dollar zwischen den Zähnen (Un dollaro tra i denti)
- 1969: Der Schweinestall (Porcile)
- 1979: Vergiß Venedig (Dimenticare Venezia)
- 1997: Galeazzo Ciano, una tragedia fantastica